# Magic FM
Magic FM este un post de radio din România, deținut de trustul media Antenna Entertainment.
Postul de radio Magic FM s-a lansat în februarie 2006, înlocuind Radio Star și având ca target ascultătorii cu vârste cuprinse între 35 și 49 de ani.
În ianuarie 2010, Magic FM avea în total 28 de stații.
Pe 15 septembrie 2016, a apărut și canalul de televiziune Magic TV.
În toamna anului 2021, Magic FM se situa pe poziția a patra ca audiență în București.
Din 2008, în perioada sărbătorilor de iarnă, Magic FM devine Radioul lui Moș Crăciun, difuzând melodii specifice Crăciunului.

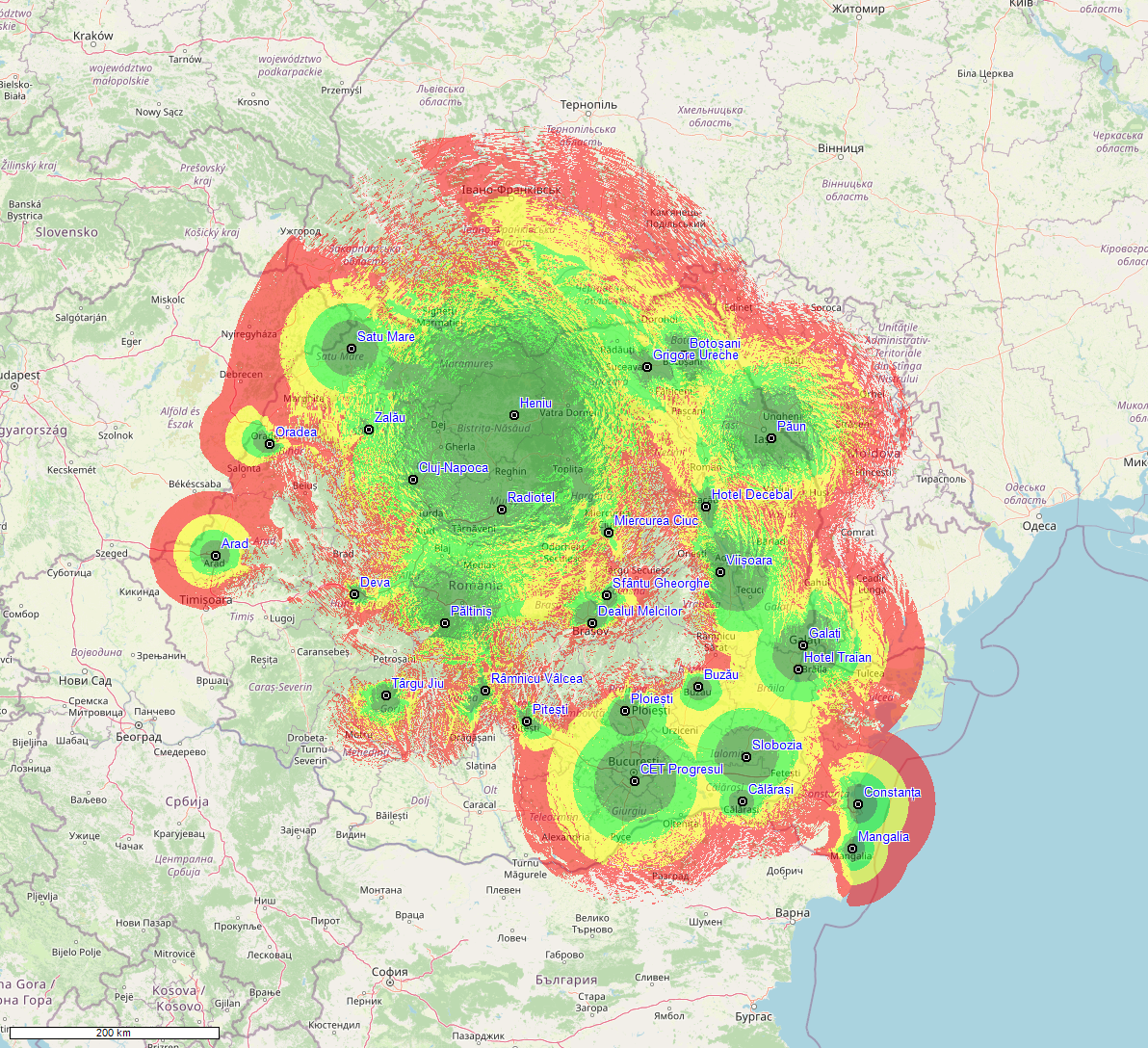
Acoperire aproximativă a semnalului Magic FM.
Recepționat de orice receiver în zonă
Recepționat bine de un receiver slab al mașinii
Recepționat bine de un receiver puternic al mașinii / de un receiver slab al mașinii (dar cu probleme)
Recepționat de un receiver puternic al mașinii (dar cu probleme)

     Recepționat de orice receiver în zonă
     Recepționat bine de un receiver slab al mașinii
     Recepționat bine de un receiver puternic al mașinii / de un receiver slab al mașinii (dar cu probleme)
     Recepționat de un receiver puternic al mașinii (dar cu probleme)

## Istoric
Postul de radio a apărut la data de 11 ianuarie 1990, sub numele de Uni Fan, fiind înființat de o echipă de studenți.
Operând inițial o singură licență radio în București, pe frecvența 69,8 Mhz, Uni Fan devenea mai târziu Uniplus Radio.
În toamna anului 1994 a fost înființat primul post local - Uniplus Radio Suceava.
În anul 2000, rețeaua Uniplus Radio este achiziționată de omul de afaceri Cristian Burci - fondatorul postului de televiziune Prima TV, moment din care radioul este cunoscut sub numele de Radio Star.
În anul 2005, postul este vândut trustului SBS Broadcasting Corporation, și în urma unui rebranding, postul devine Magic FM, devenind fratele Kiss FM (fostul radio Contact) rețea radio parte din același grup, dar poziționată pe alt segment de audiență.
Din echipa radioului fac parte Raul Brebu și Liana Stanciu, realizatorii matinalului Magic Start, dar și Ioana de Hillerin, Dominique Iancu, Ștefan Neculai, Dan Gabor, Andu Câmpu și o echipă profesionistă de știri.

## Frecvențe
- București - 90.8 FM
- Adjud - 107.2 FM
- Arad - 92.7 FM
- Bacău - 96.0 FM
- Bistrița - 99.3 FM
- Botoșani - 98.1 FM
- Brașov - 91.2 FM
- Brăila - 89.2 FM
- Buzău - 105.6 FM
- Călărași - 101.8 FM
- Cluj-Napoca - 89.4 FM
- Constanța - 89.4 FM
- Deva - 94.4 FM
- Galați - 99.1 FM
- Iași - 91.1 FM
- Mangalia - 97.4 FM
- Miercurea Ciuc - 89.3 FM
- Oradea - 98.2 FM
- Pitești - 91.2 FM
- Ploiești - 93.9 FM
- Râmnicu Vâlcea - 101.6 FM
- Satu Mare - 94.9 FM
- Sfântu Gheorghe - 103.0 FM
- Sibiu - 93.8 FM
- Slobozia - 89.8 FM
- Suceava - 99.0 FM
- Târgu Jiu - 91.2 FM
- Târgu Mureș - 101.2 FM
- Zalău - 96.4 FM